# Salterello (clavicembalo)

Schema di un salterello (rappresentata la sola parte superiore) : 1-corda ; 2-asse della linguetta ; 3-linguetta ; 4-plettro ; 5-smorzatore.

Il salterello è un elemento del meccanismo del clavicembalo, e di altri strumenti a corde pizzicate, destinato a pizzicare le corde dello strumento producendo un suono.
Questo meccanismo si trova in tutti gli strumenti appartenenti alla famiglia degli strumenti a tastiera a corde pizzicate come la spinetta, il clavicembalo, il virginale, il muselar e il claviciterio.
Il meccanismo è formato dalla tastiera a bilanciere, dal salterello e dal ponticello.
Il termine salterello venne citato per la prima volta in un testo di Henri Arnault de Zwolle nel 1440.

## Meccanismo

Schema di funzionamento di un salterello: nel disegno A il salterello è in posizione di riposo, in B la pressione di un tasto solleva il salterello, in C la penna collegata al salterello pizzica la corda producendo il suono e in D il salterello torna in posizione di riposo.

Il salterello è un listello di legno con una feritoia rettangolare in cui è imperniata la linguetta. Quest'ultima è tenuta in posizione verticale da una molla, in modo che il plettro fuoriesca orizzontalmente da una delle facce del salterello. 
Ogni salterello appoggia sull'estremità del tasto corrispondente (quest'ultimo è una leva con fulcro centrale) e scorre entro due fori allineati verticalmente, praticati in due liste di legno (registri) poste una sull'altra perpendicolarmente ai tasti. La lunghezza del salterello è regolata in modo che il plettro, a riposo, si trovi appena al di sotto della corda che deve pizzicare. Abbassando il tasto, il salterello si solleva e il plettro pizzica la corda; la corsa del salterello è limitata da una barra posta orizzontalmente sopra la fila dei salterelli, inferiormente guarnita di feltro, che può essere rimossa per la manutenzione dei salterelli.
Quando il tasto si rialza, il salterello ricade verso il basso per il proprio peso e la linguetta ruota all'indietro permettendo al plettro di superare la corda senza più pizzicarla. 
In cima al salterello è posto uno smorzatore in feltro, che si appoggia sulla corda quando il salterello è in posizione di riposo, smorzando la vibrazione quando il tasto viene rilasciato (e impedendo che la corda entri in vibrazione per risonanza quando il tasto non è premuto).
Nella maggior parte dei clavicembali, per ogni tasto vi sono due corde e due salterelli: per una delle due file di salterelli il registro superiore può scorrere, permettendo di allontanare i plettri dalle corde. Questo consente di escludere una delle file di corde, variando timbro e volume sonoro dello strumento, similmente all'uso dei registri dell'organo. Nei clavicembali a due manuali vi sono usualmente tre registri, e quindi tre file di salterelli: la tastiera inferiore agisce sulle prime due, quella superiore sulla terza.

## Costruzione
Il taglio della linguetta è un'arte vera e propria, poiché le regolazioni sono molto complesse. È tradizione segnare il primo salterello.
Il corpo del salterello era spesso in legno di pero o di faggio nei clavicembali antichi. Nei piccoli strumenti, allo scopo di ottenere il peso ideale (5 grammi), può essere zavorrato. Nel clavicembalo brisé de Jean Marius (1700) i salterelli sono così corti che sono realizzati con una lega di argento.
La linguetta è una semplice leva che ruota intorno ad un asse orizzontale costituito da una spina che passa attraverso un foro. Nella linguetta è incastrata una penna, anticamente ricavata dal calamo di una penna (usualmente di corvo) e oggi generalmente realizzata in materiale plastico (delrin); ogni penna è sagomata con la punta di un coltello in modo da regolarne la larghezza e l'elasticità in funzione del diametro della corda che deve pizzicare, e del timbro che si vuole ottenere.